# Zimiromus malkini
Zimiromus malkini Platnick & Shadab, 1976 è un ragno appartenente alla famiglia Gnaphosidae.

## Etimologia
Il nome della specie è in onore dell'entomologo polacco Borys Malkin (1917-2009) che raccolse i primi esemplari di questa specie fra il 10 e il 31 ottobre 1955.

## Caratteristiche
L'olotipo femminile rinvenuto ha lunghezza totale è di 4,10mm; la lunghezza del cefalotorace è di 1,89mm; e la larghezza è di 1,57mm.

## Distribuzione
La specie è stata reperita nel Nicaragua settentrionale: l'olotipo femminile è stato rinvenuto nei pressi del villaggio di Musawas, lungo le rive del fiume Waspuk, appartenente alla Regione Autonoma Atlantico Nord.

## Tassonomia
Al 2016 non sono note sottospecie e dal 1976 non sono stati esaminati nuovi esemplari.